# Michael Wolgemut
Michael Wolgemut, född 1434 i Nürnberg, död 30 november 1519 i samma stad, var en tysk sengotisk målare och träsnittskonstnär. 
Wolgemut studerade för Hans Pleydenwurff i hans ateljé i Nürnberg. Vid dennes död 1472 gifte han sig med änkan och tog över ateljén. Albrecht Dürer var hans elev på 1480-talet och målade ett porträtt av honom 1516 som idag är utställt på Germanisches Nationalmuseum i Nürnberg.  
Som målare utförde Wolgemut främst porträtt och arbetade i en nederländsk tradition influerad av Rogier van der Weyden och Dirk Bouts. Bland hans arbeten märks högaltaret i Mariakyrkan i Zwickau(de) (1479) samt altartavlorna i stiftskyrkan i Feuchtwangen(de) (1484) och i kyrkan i Schwabach(de) (1508). Hans kanske främsta insats var utförandet av över 1 800 illustrationer i träsnitt till den tyske humanisten Hartmann Schedels verk Nürnbergkrönikan (1493).

## Bildgalleri

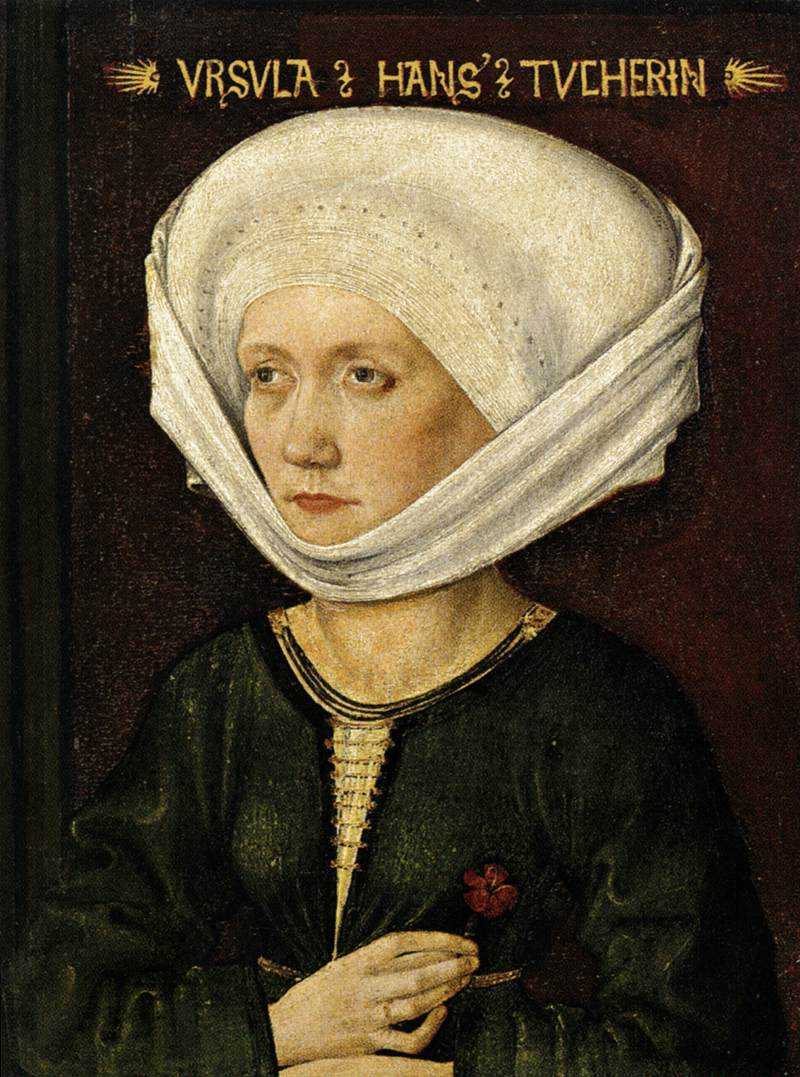
Porträtt av Ursula Tucher (1478), Gemäldegalerie Alte Meister i Kassel.
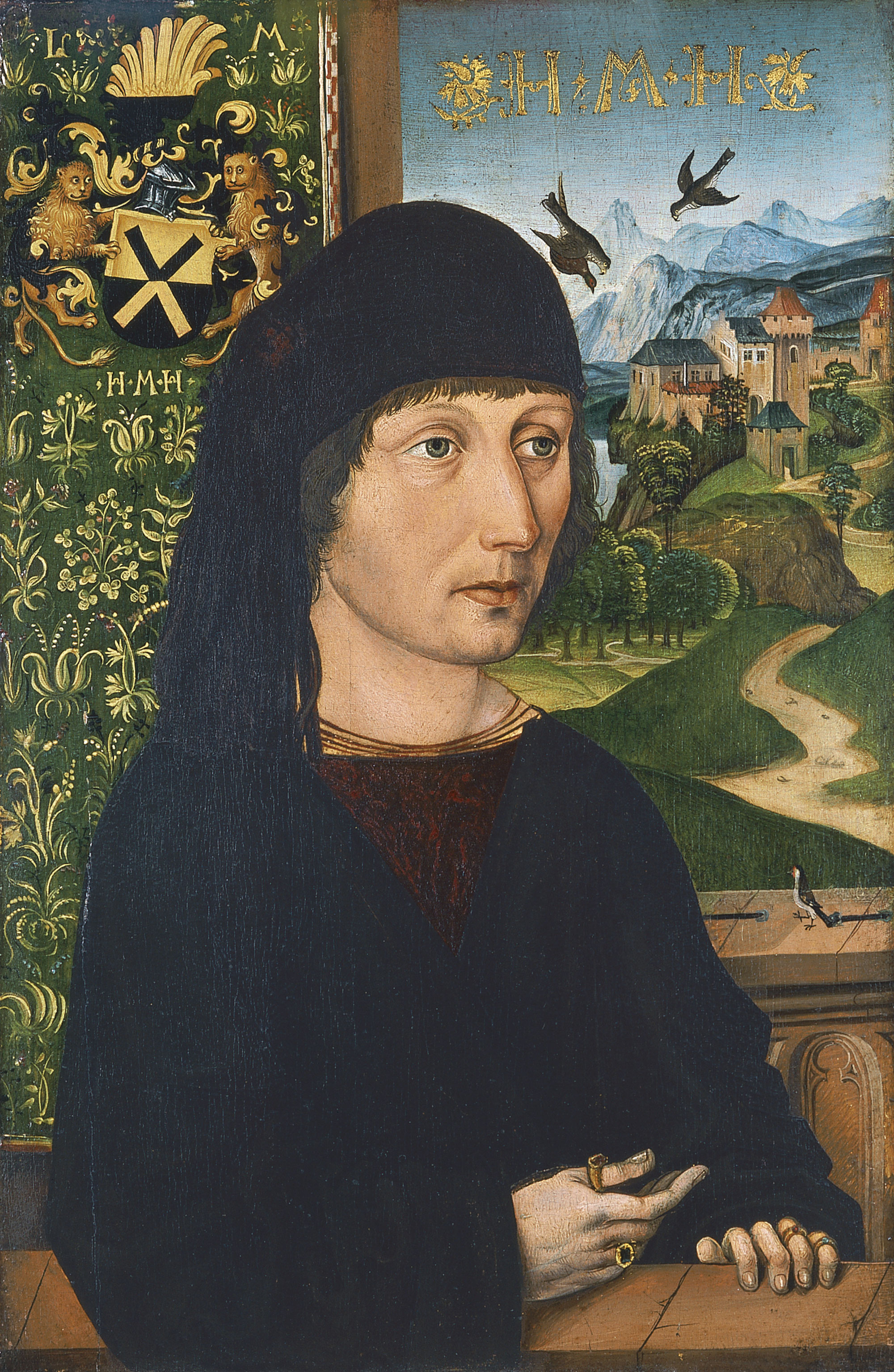
Porträtt av Levinus Memminger (cirka 1485), Museo Thyssen-Bornemisza.
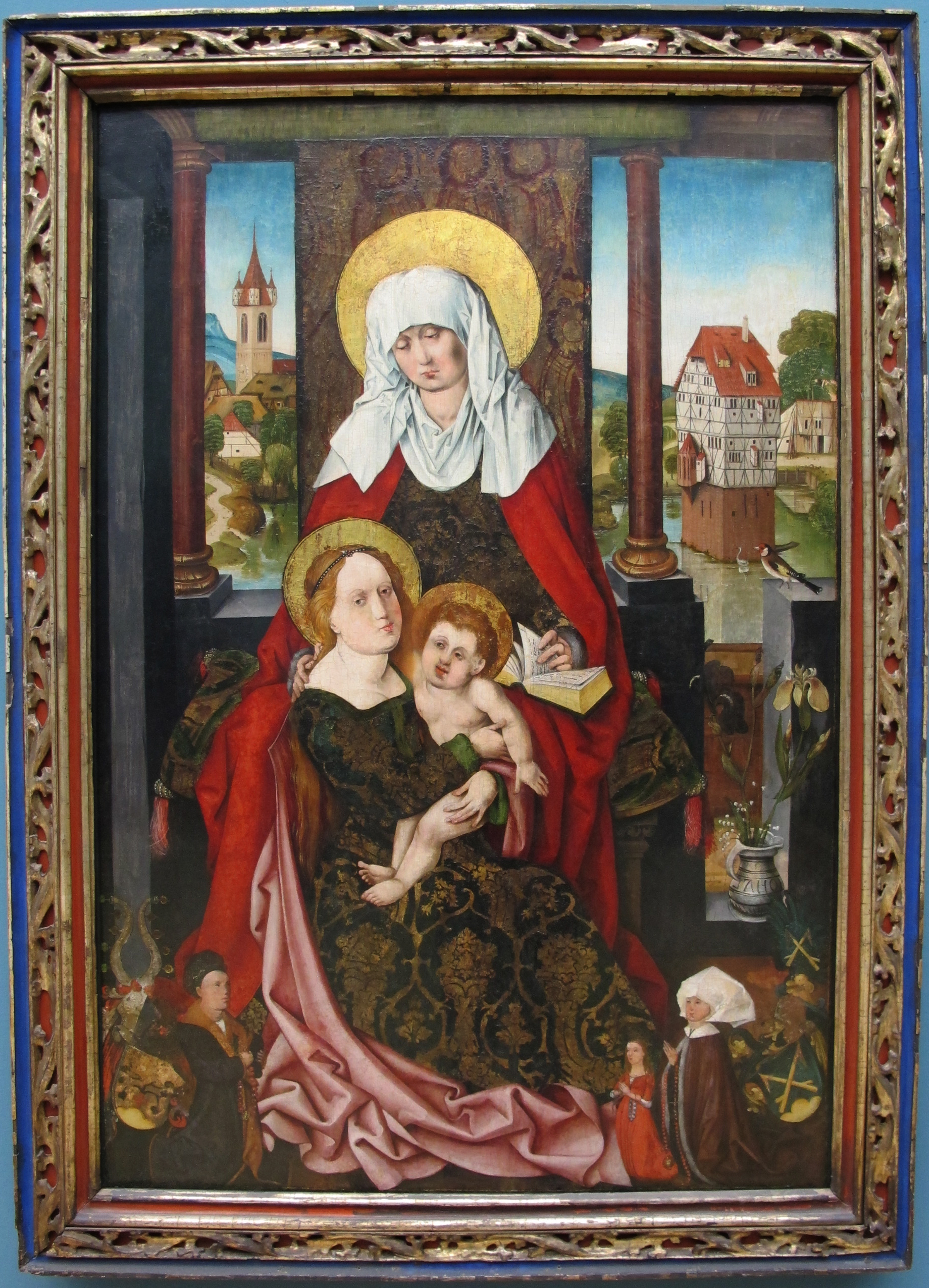
Anna själv tredje (cirka 1500–1510), Germanisches Nationalmuseum.
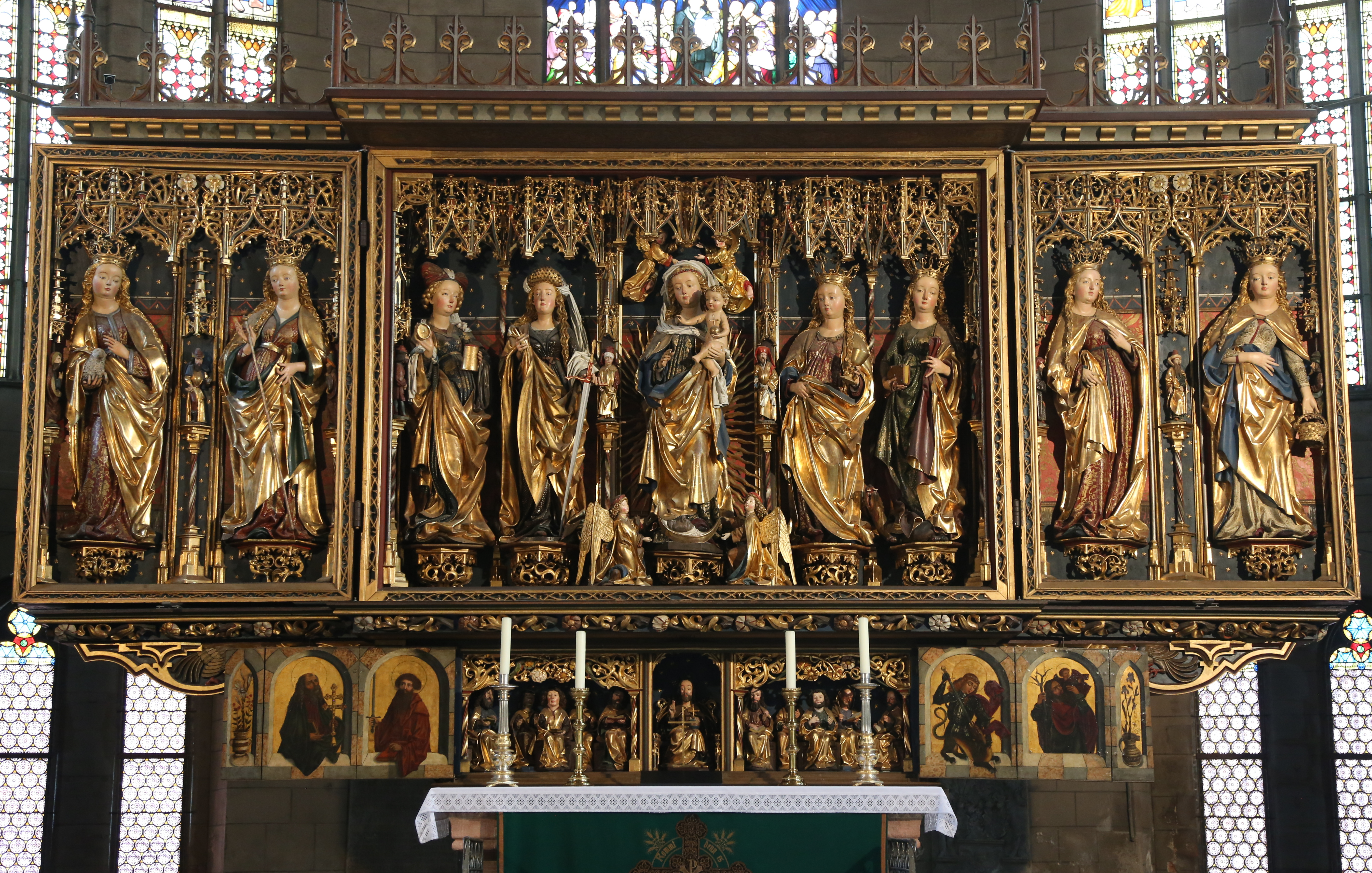
Högaltaret i Mariakyrkan i Zwickau (1479).
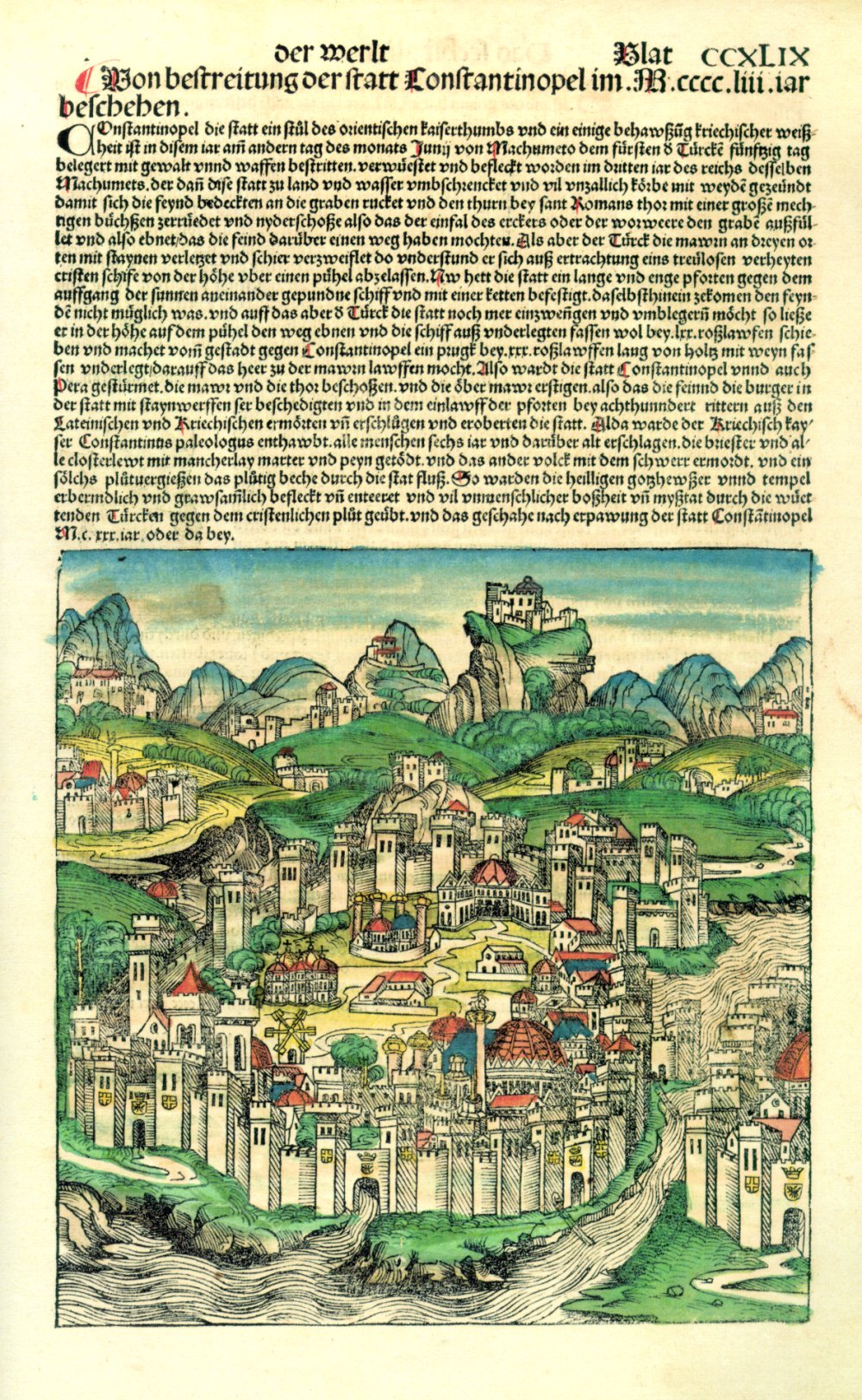
Bild ur Nürnbergkrönikan (1493) som visar Konstantinopel.